# Georg Ots
Georg Ots (21. března 1920 Petrohrad - 5. září 1975 Tallinn) byl estonský operní pěvec a herec.
Zpěv se učil u estonského barytonisty Aleksandera Rahnela v zázemí východní fronty druhé světové války. V Jaroslavli bylo tehdy založeno kulturní středisko pro evakuované Estonce, kde se právě Ots s Rahnelem potkali. Po válce se stal členem sboru Estonského divadla v Tallinnu. Brzy byl jedním z nejuznávanějších zpěváků v Estonsku, Finsku i Rusku. Často vystupoval i ve Velkém divadle v Moskvě. Zpíval v estonštině, ruštině, finštině, němčině, italštině a francouzštině a hovořil plynně ve všech těchto jazycích. Nejznámější Otsovou rolí, s níž byl často ztotožňován, byl Démon ve stejnojmenné opeře Antona Rubinsteina, jejíž libreto je založeno na slavné epické básni Michaila Lermontova. Otsova popularita vyvrcholila v roce 1958 uvedením hudebního sovětského filmu Mister Iks, založeného na operetě Imre Kálmána Die Zirkusprinzessin. Ots zde ztvárnil titulní roli. Hlavní roli získal i ve filmu Mezi třemi ranami, založeném na historickém románu Jaana Krossa, a osvětlujícím život významného estonského spisovatele a kronikáře Balthasara Russowa. Ots rád interpretoval i estonské lidové písně. Po jeho smrti v roce 1975 způsobené mozkovým nádorem po něm byla pojmenována Tallinská hudební škola (Georg Otsa nimeline Tallinna Muusikakool). V listopadu 2005 měl v Tallinnu premiéru divadelní muzikál Georg založený na Otsově životě, v roce 2007 byl uveden do kin i životopisný film Georg.